# Зграда у Ул. М. Тита 22 (Обреновићева 22) у Нишу
Зграда у Ул. М. Тита 22 (Обреновићева 22) је објекат који се налази у Нишу. Саграђена је током 1930их година и представља непокретно културно добро као споменик културе Србије.

## Опште информације
Данашња зграда Америчког кутка, која је припојена уз тржни центар Горча, обухваћена је њеном надоградњом помоћу стаклених панела. Рађена је по наруџбини, у духу еклектицизма. Спратности је П+2 и за висину једне етаже надвисује суседне објекте. Фасада је складно украшена архитектонском пластиком, вајарски обликованим елементима биљних мотива и женским главама на горњој етажи. Препознатљиви детаљи на фасади су балкони и еркери који дају упечатљивост овом објекту, распоређени тако да наглашавају симетрију објекта. Високе етаже са високим прозорским отворима елегантно издуженије прочеље објекта. На овај објекат се надовезује и такозвана „Динићева кућа” која заједно са суседним објектима у низу чини недељиву целину.
Одликује се уским фасадним лицем са богатом плиткорељефном декорацијом и медаљонима у зони атике у вештачком камену, пространи балкон и аутентични елементи и детаљи фино профилисаних излога и портала. Приземље објекта чини високи портал док је целом дужином спрата балкон са гвозденом оградом.
Уписана је у регистар Завода за заштиту споменика културе Ниш 1983. године.